# Шайир
Шайи́р (каз. Шайыр) — село у складі Мангистауського району Мангистауської області Казахстану. Адміністративний центр Шайирського сільського округу.
Населення — 1466 осіб (2021; 1425 у 2009, 1512 у 1999, 1343 у 1989).